# Morville-le-Héron
Morville-le-Héron est une commune française située dans le département de la Seine-Maritime et la région Normandie.
Elle est créée le 1er janvier 2025 sous le statut de commune nouvelle par la fusion des anciennes communes du Héron et de Morville-sur-Andelle.

## Géographie

### Localisation
Morville-le-Héron est une commune normande de la vallée de l'Andelle, dans le Pays de Bray, située à vol d'oiseau à 24 km à l'est de Rouen, 18 km ai sud-ouest de Forges-les-Eaux, 21 km à l'ouest de Gournay-en-Bray et 33 km au nord-ouest de Gisors.
La commune se trouve dans l'aire d'attraction de Rouen et dans le bassin de vie de Fleury-sur-Andelle.

### Communes limitrophes
Les communes limitrophes sont  Boissay, Croisy-sur-Andelle, Elbeuf-sur-Andelle, La Chapelle-Saint-Ouen, La Feuillie, La Haye, Nolléval, Rebets, Saint-Aignan-sur-Ry, Saint-Lucien et Sigy-en-Bray.

### Hydrographie
La commune est drainée par les divers bras de l'Andelle, un affluent de la rive droite du fleuve la Seine.
La rivière le Héron y conflue.

## Urbanisme

### Voies de communication et transports
La commune est aisément accessible depuis la Route nationale 31, qui tangente au sud son territoire.

## Histoire
La commune est créée le 1er janvier 2025, sur demande unanime des conseils municipaux de Morville-sur-Andelle et du Héron  par un arrêté préfectoral du 2 décembre 2024, modifié par un arrêté du 2 décembre 2024.
La création de la commune nouvelle est destinée à permettre des économies d'échelle en mutualisant les moyens, et permet de bénéficier pendant trois ans une dotation supplémentaire de l'état de 15 €/habitants.

## Politique et administration

### Rattachements administratifs et électoraux
La commune se trouve depuis 1926 dans l'arrondissement de Dieppe du département de la Seine-Maritime.
Pour les élections départementales, la commune fait partie du canton de Gournay-en-Bray.
Pour l'élection des députés, elle fait partie de la deuxième circonscription de la Seine-Maritime.

### Intercommunalité
Morville-le-Héron est membre, comme l'étaient les communes historiques, de la communauté de communes des Quatre Rivières, un établissement public de coopération intercommunale (EPCI) à fiscalité propre créé en 2017 et auquel la commune avait transféré un certain nombre de ses compétences, dans les conditions déterminées par le code général des collectivités territoriales.

### Administration municipale
Le chef-lieu de la commune nouvelle est fixé à la mairie de l'ancienne commune de Morville-sur-Andelle, les anciennes communes prenant le statut de communes déléguées.
Jusqu'aux élections municipales de 2026 dans la Seine-Maritime, le conseil municipal de la commune nouvelle est constitué de l'ensemble des membres en exercice des conseils municipaux des deux communes fondatrices.

### Liste des maires
| Période      | Période                       | Identité      | Étiquette | Qualité                                     |
| ------------ | ----------------------------- | ------------- | --------- | ------------------------------------------- |
| janvier 2025 | En cours (au 20 février 2025) | Patrick Frère |           | Maire de Morville-sur-Andelle (2020 → 2024) |

### Communes déléguées
| Nom                          | Code Insee | Intercommunalité       | Superficie (km2) | Population (dernière pop. légale) | Densité (hab./km2) |
| ---------------------------- | ---------- | ---------------------- | ---------------- | --------------------------------- | ------------------ |
| Morville-sur-Andelle (siège) | 76455      | CC des Quatre Rivières | 5,17             | 293 (2022)                        | 57                 |
| Le Héron                     | 76358      | CC des Quatre Rivières | 10,72            | 250 (2022)                        | 23                 |

L’ancienne maire du Héron, Sylviane Carpentier, est élue en 2025 maire déléguée du Héron et première adjointe de la commune nouvelle.

## Équipements et services publics
La fusion des anciennes communes permet de financer l'extension de l'école du Héron, qui devient l'école du regroupement pédagogique concentré qui scolarisera les enfants de Croisy-sur-Andelle, Elbeuf-sur-Andelle, Rebets, Le Héron et Morville-sur-Andelle.

## Population et société

### Démographie
L'évolution du nombre d'habitants est connue à travers les recensements de la population effectués dans la commune depuis sa création.

En 2022, la commune comptait 543 habitants.
| 2021 | 2022 |
| ---- | ---- |
| 546  | 543  |

## Culture locale et patrimoine
- Église Saint-Michel du Héron.